# 2049 Grietje
2049 Grietje је астероид чија средња удаљеност од Сунца износи 1,949 астрономских јединица (АЈ).
Апсолутна магнитуда астероида је 14,9.